# Junior Eurovisiesongfestival 2006
Het Junior Eurovisiesongfestival 2006 werd op 2 december 2006 in Boekarest, Roemenië gehouden. De winnaars waren Masja & Nastya Tolmatsjeva met hun lied Veseniy jazz, en volgden zo Kseniya Sitnik op, die in 2005 in Hasselt, België wist te winnen.
Het was de vierde editie van het Junior Eurovisiesongfestival, het festival voor kinderen van 8 tot 15 jaar. Dit jaar debuteerden drie landen: Portugal, Oekraïne en Servië. Tegelijkertijd trokken ook vijf landen zich terug. Denemarken en Noorwegen trokken zich terug en organiseerden de Melodi Grand Prix Nordic, na een pauze van vier jaar, opnieuw. De omroepen vonden dat de druk op de kinderen in het Junior Eurovisiesongfestival te groot was. Ook de Zweedse openbare omroep SVT trok zich terug en nam in de plaats deel aan de Melodi Grand Prix Nordic, maar de omroep werd op het Junior Eurovisiesongfestival vervangen door zijn commerciële evenknie TV4. Letland en het Verenigd Koninkrijk trokken zich terug wegens te weinig nationale belangstelling. Servië en Montenegro werd op 3 juni 2006 ontbonden, en konden dus niet meer deelnemen. Ook de Franstalige Belgische omroep RTBF kondigde aan geen interesse meer te hebben in het Junior Eurovisiesongfestival. De Vlaamse VRT is voortaan elk jaar verantwoordelijk voor de Belgische bijdrage.
Het was al snel duidelijk dat Rusland het festival dit jaar zou winnen. In de eindstand hadden Masja & Nastya Tolmatsjeva 25 punten voorsprong op nummer twee, Wit-Rusland. Zweden mocht na drie jaar op rij 15de te zijn geëindigd met een mooie derde plek naar huis.
De favorieten dit jaar waren: Rusland (dat uiteindelijk won), Zweden (werd 3de), Wit-Rusland (werd 2de), België (werd 7de) en Roemenië (werd 6de).

## Resultaten
| Plaats | Land        | Taal               | Artiest                               | Lied                      | Punten |
| ------ | ----------- | ------------------ | ------------------------------------- | ------------------------- | ------ |
| 1      | Rusland     | Russisch           | The Tolmachevy Twins                  | Veseniy jazz              | 154    |
| 2      | Wit-Rusland | Russisch           | Andrey Kunets                         | Noviy den                 | 129    |
| 3      | Zweden      | Zweeds             | Molly Sandén                          | Det finaste någon kan få  | 116    |
| 4      | Spanje      | Spaans             | Dani                                  | Te doy mi voz             | 90     |
| 5      | Servië      | Servisch en Engels | NUSJ                                  | Učimo strane jezike       | 81     |
| 6      | Roemenië    | Roemeens           | New Star Music                        | Povestea mea              | 80     |
| 7      | België      | Nederlands         | Thor!                                 | Een tocht door het donker | 71     |
| 8      | Cyprus      | Grieks             | Luis Panagiotou & Christina Christofi | Agoria koritsia           | 58     |
| 9      | Oekraïne    | Oekraïens          | Nazar Slyusarchuk                     | Khlopchyk rock-'n-roll    | 58     |
| 10     | Kroatië     | Kroatisch          | Mateo Đido                            | Lea                       | 50     |
| 11     | Malta       | Engels             | Sophie Debattista                     | Extra cute                | 48     |
| 12     | Nederland   | Nederlands         | Kimberly                              | Goed                      | 44     |
| 13     | Griekenland | Grieks             | Chloe Sofia Boleti                    | Den peirazei              | 35     |
| 14     | Portugal    | Portugees          | Pedro Madeira                         | Deixa-me sentir           | 22     |
| 15     | Macedonië   | Macedonisch        | Zana Aliu                             | Vljubena                  | 14     |

## Puntentelling
Het stemmen ging via televoting. Alle deelnemende landen konden stemmen, maar niet op zichzelf. Men gaf punten van 1 tot en met 8, dan 10 en 12. Bij het voorlezen van de punten werden de landen met punten van 1 tot en met 5 al op het bord geplaatst, om tijd te besparen. De andere punten werden wel nog voorgelezen. In tegenstelling tot de voorbijgaande jaren en tot het Eurovisiesongfestival werden de punten enkel in het Engels voorgelezen, omdat er geen enkele Franstalige omroep deelnam. Net zoals vorig jaar kreeg ieder land bij de start van de puntentelling meteen twaalf punten, zodat geen enkel land op nul punten zou eindigen.

## Scorebord
| Deelnemers  | 12 p. | PT | CY | NL | RO | OE | SP | SV | MT | MC | ZW | GR | WR | BE | KR | RU |
| ----------- | ----- | -- | -- | -- | -- | -- | -- | -- | -- | -- | -- | -- | -- | -- | -- | -- |
| Portugal    | 12    |    | 0  | 0  | 0  | 0  | 7  | 0  | 3  | 0  | 0  | 0  | 0  | 0  | 0  | 0  |
| Cyprus      | 12    | 3  |    | 2  | 3  | 5  | 3  | 0  | 0  | 3  | 3  | 12 | 6  | 0  | 0  | 6  |
| Nederland   | 12    | 0  | 0  |    | 0  | 0  | 0  | 5  | 8  | 0  | 2  | 0  | 0  | 8  | 6  | 3  |
| Roemenië    | 12    | 6  | 8  | 1  |    | 4  | 12 | 4  | 2  | 6  | 7  | 7  | 3  | 2  | 4  | 2  |
| Oekraïne    | 12    | 5  | 2  | 0  | 4  |    | 6  | 0  | 5  | 0  | 0  | 4  | 8  | 1  | 3  | 8  |
| Spanje      | 12    | 7  | 5  | 7  | 8  | 6  |    | 3  | 1  | 8  | 8  | 5  | 7  | 7  | 1  | 5  |
| Servië      | 12    | 2  | 4  | 5  | 5  | 7  | 2  |    | 7  | 10 | 4  | 1  | 5  | 5  | 5  | 7  |
| Malta       | 12    | 1  | 1  | 3  | 0  | 1  | 1  | 1  |    | 7  | 5  | 3  | 2  | 4  | 7  | 0  |
| Macedonië   | 12    | 0  | 0  | 0  | 2  | 0  | 0  | 0  | 0  |    | 0  | 0  | 0  | 0  | 0  | 0  |
| Zweden      | 12    | 8  | 7  | 12 | 7  | 8  | 4  | 8  | 10 | 2  |    | 6  | 10 | 10 | 2  | 10 |
| Griekenland | 12    | 0  | 12 | 0  | 1  | 0  | 0  | 7  | 0  | 0  | 0  |    | 0  | 3  | 0  | 0  |
| Wit-Rusland | 12    | 12 | 6  | 4  | 10 | 10 | 8  | 6  | 12 | 5  | 10 | 8  |    | 6  | 8  | 12 |
| België      | 12    | 4  | 3  | 8  | 6  | 3  | 5  | 2  | 6  | 1  | 1  | 2  | 4  |    | 10 | 4  |
| Kroatië     | 12    | 0  | 0  | 6  | 0  | 2  | 0  | 10 | 0  | 12 | 6  | 0  | 1  | 0  |    | 1  |
| Rusland     | 12    | 10 | 10 | 10 | 12 | 12 | 10 | 12 | 4  | 4  | 12 | 10 | 12 | 12 | 12 |    |

## 12 punten
| Aantal keer 12 | Land        | Gekregen van                                                     |
| -------------- | ----------- | ---------------------------------------------------------------- |
| 7              | Rusland     | België, Kroatië, Oekraïne, Roemenië, Servië, Wit-Rusland, Zweden |
| 3              | Wit-Rusland | Malta, Portugal, Rusland                                         |
| 1              | Cyprus      | Griekenland                                                      |
| 1              | Griekenland | Cyprus                                                           |
| 1              | Kroatië     | Macedonië                                                        |
| 1              | Roemenië    | Spanje                                                           |
| 1              | Zweden      | Nederland                                                        |

## Debuterende landen

Deelnemende landen
Landen die in het verleden deelgenomen hebben

- Oekraïne
- Portugal
- Servië

## Terugkerende landen
- Cyprus

## Terugtrekkende landen
- Denemarken: Het land deed weer mee aan de MGP Nordic.
- Letland: Het land deed niet meer mee wegens gebrek aan kijkers bij de vorige edities.
- Noorwegen: Net als Denemarken deed het land weer mee aan de MGP Nordic.
- Servië en Montenegro: Vanwege de afsplitsing van Montenegro werd het land ontbonden en kon het zodoende niet meer deelnemen aan het festival.
- Verenigd Koninkrijk: Het land deed niet meer mee wegens gebrek aan kijkers bij de vorige edities.